# Cascina Guazzina
La cascina Guazzina è una cascina posta nel territorio comunale di Borgo San Giovanni, a sud del centro abitato.

## Storia
La località è un piccolo borgo agricolo di antica origine, abitato da 256 persone a metà Settecento.
In età napoleonica, dal 1809 al 1816, Guazzina fu frazione di Cazzimani, recuperando l'autonomia con la costituzione del Regno Lombardo-Veneto.
All'unità d'Italia, 1861, il comune contava 188 abitanti, avendo quindi già subito fenomeni di spopolamento. Nel 1866 Guazzina venne annessa definitivamente da Cazzimani.